# 卡恩斯多夫湖

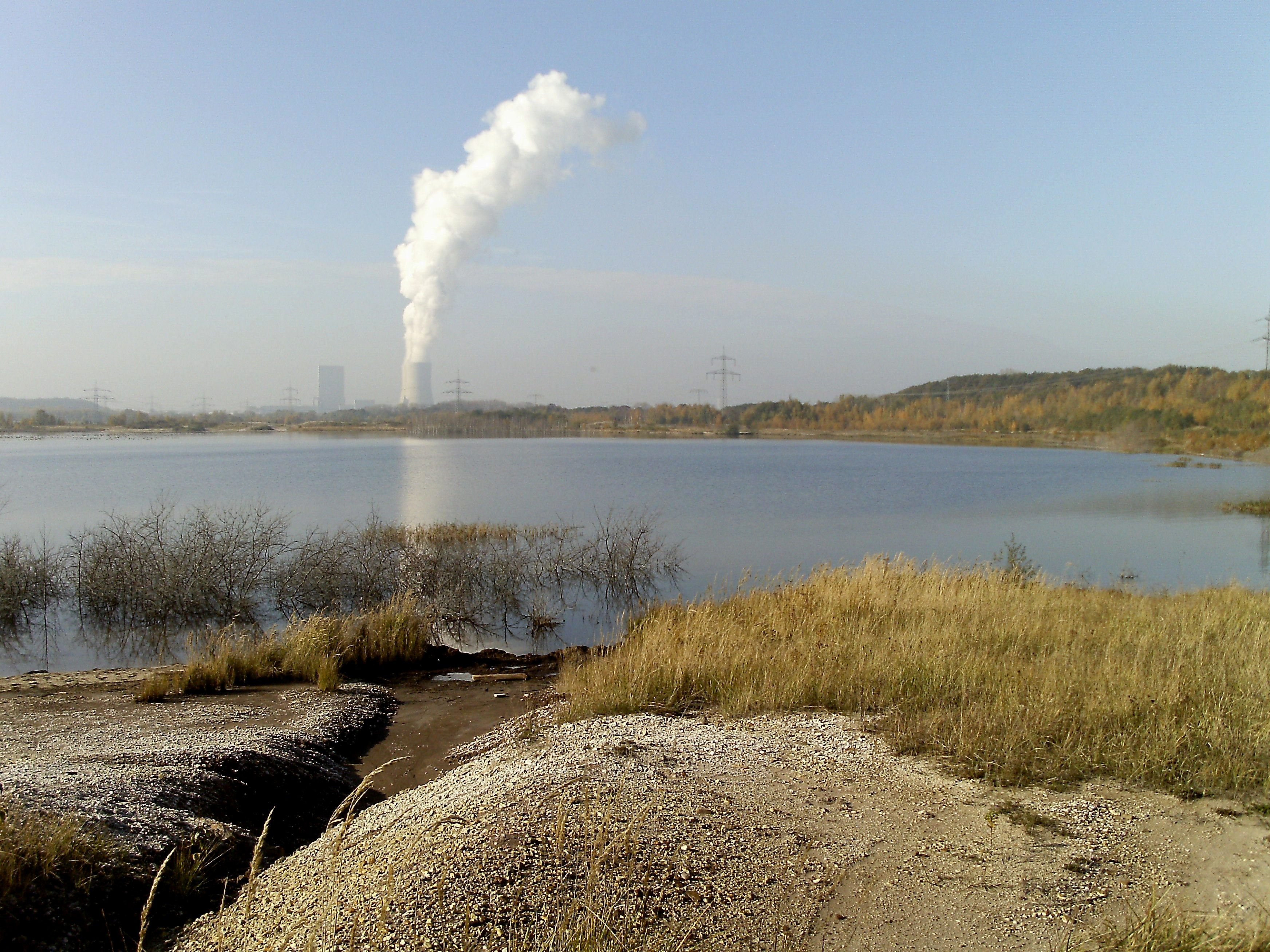

卡恩斯多夫湖（德語：Kahnsdorfer See），是德國的湖泊，位於該國東部，由薩克森自由州負責管轄，面積1.12平方公里，海拔高度126米，平均水深18米，最大水深43米，湖岸線長度4.8公里，水體容量1,990萬立方米。